# Терещенко, Василий Степанович
Терещенко Василий Степанович (15.04.1920—07.05.1986) — советский военнослужащий, участник Великой Отечественной войны, Герой Советского Союза (10.04.1945). Старший лейтенант (25.09.1945). На момент совершения геройского подвига — командир взвода 127-го танкового полка (49-я механизированная бригада, 6-й гвардейский механизированный корпус, 4-я танковая армия, 1-й Украинский фронт), младший лейтенант.

## Биография

### Ранние годы
Родился 15 апреля 1920 года в селе Байдовка ныне Старобельского района Луганской области в семье крестьянина. Украинец. В конце 1920-х годов семья перебралась в Бахмут (в 1924 году был переименован в Артёмовск). Там Василий окончил семилетку и поступил в Артёмовский музыкальный техникум, в котором получил специальность руководителя духового оркестра. Способному юному музыканту сразу же предоставили работу руководителя духового оркестра в городском доме культуры. Руководил духовым оркестром на шахте «Сутаган».

### Участие в Великой Отечественной войне
В РККА с марта 1941 года. Место призыва: Ворошиловский ГВК, Украинская ССР, Ворошиловградской области город Ворошиловск. Стал курсантом Харьковского бронетанкового училища. В разгар учёбы началась Великая Отечественная война, и курсанты занимают боевые позиции в районе Минска. Участник Великой Отечественной войны с июля 1941 года. Член ВКП(б) с 1942 года. Окончил Камышинское танковое училище в 1944 году. Принимал участие в Московской битве, Сталинградской битве, Битве за Днепр, Висло-Одерской операции.

#### Подвиг
Командир взвода 127-го танкового полка (49-я механизированная бригада, 6-й гвардейский механизированный корпус, 4-я танковая армия, 1-й Украинский фронт) младший лейтенант Терещенко отличился во время Висло-Одерской наступательной операции. В бою 15 января 1944 года в районе севернее населённого пункта Пословица (Польша) экипаж его танка уничтожил 4 вражеских орудия, 12 автомашин и 40 солдат и офицеров гитлеровцев.
16 января Терещенко первым на своей тридцатьчетвёрке ворвался в деревню Самсонув. Атака была неожиданной и дерзкой. Действуя быстро и решительно, танкисты взвода уничтожили на северной окраине деревни 60 автомашин с военным имуществом и грузами, 40 конных повозок, 3 орудия, 3 бронетранспортёра и более 150 солдат и офицеров. В момент неожиданной встречи с вражескими танками и самоходными орудиями, притаившимися за одним из сараев на окраине деревни, Василий Терещенко принимает единственно правильное решение «Идти на таран!». Даёт команду взводу: «Делай, как я!» и идёт на полной скорости на сближение с танками противника. На полном ходу он таранил два «тигра». Умело маневрируя и прикрываясь бронированным заслоном — смятыми «тиграми», взводный из орудия своей машины метким огнём расстреливает ещё два «Фердинанда». Остальные экипажи взвода, следуя примеру командира, таранили оставшуюся вражескую технику и смяли орудийные расчёты. В 127-м танковом полку 49-й мбр командир взвода младший лейтенант Василий Терещенко славился, как мастер танкового тарана.
За успешные бои в феврале 1945 года при форсировании реки Нейсе награждён орденом Красной Звезды (10.04.1945).
За решительные действия 20 апреля 1945 года при захвате станции Блунау награждён орденом Отечественной войны I степени.
Указом Президиума Верховного Совета СССР от 10 апреля 1945 года за образцовое выполнение заданий командования в борьбе против немецко-фашистских захватчиков и проявленные при этом мужество и героизм Терещенко Василий Степанович был удостоен звания Героя Советского Союза с вручением ордена Ленина и медали «Золотая Звезда».
В дальнейшем в составе 6-го гвардейского мехкорпуса принимал участие в Берлинской и Пражской операциях.

### После войны
С 1946 года старший лейтенант Терещенко — в запасе. Окончил Свердловский горный институт.
Жил в Москве. Работал в цехе цветного литья автомобильного завода имени Лихачёва. Награждён орденом Трудового Красного Знамени. В 1975 году инженер-металлург B. C. Терещенко ушёл на заслуженный отдых, но продолжал участвовать в жизни родного завода, был председателем совета ветеранов войны и труда автомобильного гиганта.
Умер B. C. Терещенко в 1986 году. Похоронен в Москве.

## Награды
- Медаль «Золотая Звезда»;
- орден Ленина;
- орден Отечественной войны I степени[2];
- орден Трудового Красного Знамени;
- орден Красной Звезды[3];
- медали, в том числе:
  - медаль «В ознаменование 100-летия со дня рождения Владимира Ильича Ленина» (1970);
  - медаль «За победу над Германией в Великой Отечественной войне 1941—1945 гг.» (9 мая 1945[4]);
  - юбилейная медаль «Двадцать лет Победы в Великой Отечественной войне 1941—1945 гг.» (7 мая 1965[5]);
  - юбилейная медаль «Тридцать лет Победы в Великой Отечественной войне 1941—1945 гг.»[6];
  - медаль «Сорок лет Победы в Великой Отечественной войне 1941—1945 гг.»[7].

## Память
- Имя Героя высечено золотыми буквами в зале Славы Центрального музея Великой Отечественной войны в Парке Победы города Москвы.